# Gymnich-Treffen

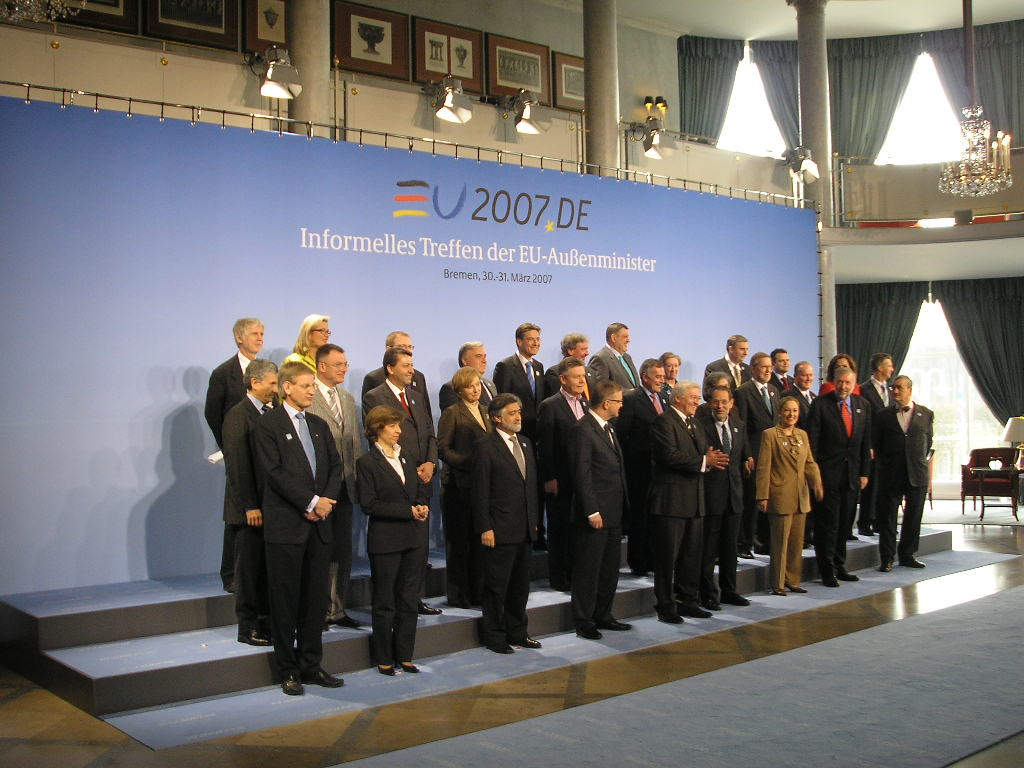
Teilnehmer des Gymnich-Treffens 2007 in Bremen.

Ein Gymnich-Treffen, international Gymnich style meeting oder Gymnich meeting bezeichnet in der Europäischen Union ein etwa halbjährliches informelles Treffen der Außenminister der Mitgliedstaaten der EU. Meist nehmen daran auch die Außenminister gewisser mit der EU assoziierter Staaten teil. Bei diesem Treffen kommen die Außenminister ein Wochenende zusammen, um im lockeren, informellen Rahmen langfristige Strategien zu besprechen.
Im Gegensatz zu sonstigen Arbeitssitzungen gibt es dabei weder eine genau festgeschriebene Tagesordnung noch werden die Minister von umfangreichen Mitarbeiterstäben begleitet, noch gibt es ein offizielles Abschlussdokument. Allgemein gelten die Ergebnisse und Ereignisse des Treffens als strikt vertraulich.
Der Begriff geht auf ein Treffen im Rahmen der Europäischen Politischen Zusammenarbeit im April 1974 im Gästehaus (Schloss Gymnich) der deutschen Bundesregierung in Gymnich zurück, das Walter Scheel veranstaltete. Seit diesem Treffen finden sie einmal pro Ratspräsidentschaft, also einmal jedes halbe Jahr statt. Der Tagungsort ist ein Hotel oder Landhaus im Land der Ratspräsidentschaft. Sie erlauben eine ergebnisoffenere Diskussion, in der ohne unmittelbaren Entscheidungsdruck auch Probleme tiefergehend erörtert werden können. Ausgehend von den Gymnich-Treffen der Außenminister haben sich ähnliche Treffen anderer Mitglieder des Rates der Europäischen Union entwickelt.